# Сулейбакент
Сулейбакент (дарг. Сулайбакент) — село в Левашинском районе Республики Дагестан. Входит в состав Карлабкинского сельсовета.

## География
Расположено в 10 км к юго-востоку от районного центра села Леваши.

## Население
| 1888  | 1895  | 1926 | 1939 | 1970 | 1989 | 2002  |
| ----- | ----- | ---- | ---- | ---- | ---- | ----- |
| 560   | ↗563  | ↘465 | ↗481 | ↘328 | ↗404 | ↗1096 |
| 2010  | 2021  |      |      |      |      |       |
| ↗1257 | ↗1564 |      |      |      |      |       |

## Этимология
Окончание кент происходит из даргинского кунт — это элемент, придающий просто собирательный смысл — жители селения (Лаваша-кунт — жители села Леваши). Впоследствии даргинское кунт в официальных документах превратилось в тюркское кент («село») из-за тесных связей русских с кумыками, от которых они усваивали многие названия. Первая часть названия, вероятно, происходит от имени основателя села.